# Raúl Manrique Tajuelo
Raúl Manrique Tajuelo (Alicante, Alicante, 29 de abril de 1980) es un futbolista español. Juega de centrocampista y su equipo actual es el F.C. Jove Español San Vicente de Tercera División.

## Trayectoria
Manrique es un jugador formado en la cantera del Hércules C.F. Tras jugar en Regional Preferente con el Hércules B, debutó en Segunda B con el primer equipo.
En la temporada 2002/03 jugó cedido en el C.D. Alcoyano con el que se quedó a las puertas de disputar la promoción de ascenso a Segunda B.
En la temporada 2003/04 jugó con el filial herculano, en la que sería la primera y la única temporada del filial en Tercera División. 
Posteriormente se desvinculó del Hércules C.F. y jugó la temporada 2004/05 con la U.D. Almansa, donde se convirtió en un jugador clave del ascenso a Segunda B. Jugó en esta última categoría, también con la U.D. Almansa, durante la siguiente temporada.
Más tarde, con el F.C. Torrevieja disputó la promoción de ascenso a Segunda B, donde el equipo perdió en el último encuentro ante la U.D. Fuerteventura. En la temporada 2007/08 jugó en el F.C. Torrevieja hasta que en el mercado de invierno se marchó al Ontinyent C.F. debido a los graves problemas económicos del club salinero. En el Ontinyent C.F. fue un jugador importante hasta que tuvo una grave lesión de ligamento cruzado.
Más tarde se unió a las filas del equipo debutante en el deporte rey Intrum-Solvia donde jugó hasta que una pandemia a nivel mundial de COVID frenó el último tramo meteórico en el fútbol Alicantino.

## Clubes
| Club                          | País   | Año             |
| ----------------------------- | ------ | --------------- |
| Hércules CF B                 | España | 1999-2002       |
| Hércules CF                   | España | 2000-2002       |
| CD Alcoyano                   | España | 2002-2003       |
| Hércules CF B                 | España | 2003-2004       |
| UD Almansa                    | España | 2004-2006       |
| FC Torrevieja                 | España | 2006-2008       |
| Ontinyent CF                  | España | 2008-2010       |
| Orihuela CF                   | España | 2010-2012       |
| CD Eldense                    | España | 2012-2013       |
| Yeclano Deportivo             | España | 2013-2014       |
| F.C. Jove Español San Vicente | España | 2014-actualidad |